# Sziésze
A Sziésze (s3-3s.t, Sza-Iszet) ókori egyiptomi férfinév. Jelentése: „Ízisz fia.” Változata: Harsziésze.
A név ismert viselői:
- Sziésze, vezír és kincstárnok II. Amenemhat idején (XII. dinasztia)
- Sziésze, hivatalnok II. Ramszesz idején (XIX. dinasztia)
- Sziésze, előző unokája, hivatalnok II. Ramszesz és Merenptah idején (XIX. dinasztia)